# Philip Mulryne
Philip Patrick Stephen Mulryne, OP (Belfast, 1 de janeiro de 1978) é um frade e padre dominicano da Irlanda do Norte na Igreja Católica Romana e jogador de futebol aposentado. Nascido em Belfast, ele começou sua carreira no Manchester United antes de jogar mais de 150 jogos pelo Norwich City e era da seleção da Irlanda do Norte. Depois de se aposentar do futebol em 2008, Mulryne começou a estudar para o sacerdócio católico romano. Foi ordenado diácono em outubro de 2016 e depois como sacerdote em 8 de julho de 2017.

## Carreira no futebol
Mulryne começou sua carreira como jogador de equipe juvenil no Manchester United em 1994. Ele estava na equipe vencedora da FA Youth Cup de 1995 e tornou-se internacional da Irlanda do Norte antes mesmo de fazer sua primeira estréia na equipe. Sua estréia internacional foi em fevereiro de 1997 contra a Bélgica, mas Mulryne teve que esperar até outubro seguinte para estrear pelo United contra Ipswich na Coca-Cola Cup (derrota por 2-0). Apesar de ser capaz de atacante, meio-campista ou lateral direito, essas posições foram praticamente monopolizadas por jogadores talentosos, como David Beckham, Nicky Butt, Paul Scholes, Andy Cole e Ole Gunnar Solskjaer, e Mulryne só conseguiu alguns jogos de primeira equipe em cinco temporadas em Old Trafford. Sua única aparição na liga pelo United aconteceu no último dia da temporada 1997-98, em que disputou os 90 minutos completos contra Barnsley.
Mulryne juntou-se a Norwich City por £ 500.000 em 25 de março de 1999, na esperança de obter mais oportunidades na primeira equipe. Mulryne teve um começo promissor em sua carreira em Norwich, marcando uma excelente cobrança de falta em uma vitória televisionada por 1 a 0 no Grimsby Town, na Divisão Um, que foi apenas sua segunda participação em Norwich. No entanto, uma perna quebrada sofrida no confronto com Christian Dailly, do Blackburn Rovers, logo após o início da temporada seguinte, o excluiu da maior parte da campanha de 1999-2000.
Na temporada 2001-2002, Mulryne foi membro da equipe de Norwich que chegou à final dos playoffs da Primeira Divisão. A partida terminou 1 a 1 após o prolongamento e Mulryne perdeu um dos chutes no desempate subsequente, com o Birmingham City vencendo por 4 a 2 nos pênaltis. Mulryne perdeu outra penalidade no início da temporada em uma partida da liga contra o Gillingham em Carrow Road, no entanto, Norwich venceu o jogo por 2 a 1. O contrato de Mulryne estava vencendo naquele verão e houve especulações sobre seu futuro até que ele assinou um novo contrato de três anos com Norwich.
Ele fazia parte do time de Norwich que ganhou promoção para a Premier League como campeão da Divisão Um em 2004, mas eles permaneceram lá por apenas uma temporada antes de serem rebaixados. Mulryne então partiu de Carrow Road, cancelando seu contrato por mútuo acordo pouco antes de expirar. Ele assinou pelo Cardiff City dois meses depois.  
Em 30 de agosto de 2005, Mulryne foi expulso da equipe da Irlanda do Norte pelo gerente Lawrie Sanchez por quebra de disciplina. Ele fez 27 aparições para a equipe, um destaque sendo o empate contra a Dinamarca em 2001.  
No final da temporada 2005-2006, Mulryne foi dispensado do seu contrato no Ninian Park, tendo feito apenas um punhado de substituições, e não foi até janeiro de 2007, antes de fundar um novo clube, depois de períodos em testes com Ipswich Town, Brighton e Hove Albion, campeões poloneses Legia Warsaw e Barnsley.
O técnico Martin Ling contratou Mulryne para o Leyton Orient em 23 de janeiro de 2007, em uma transferência gratuita após impressionar em um teste. Ele fez sua estréia contra o Brighton & Hove Albion em uma derrota em casa por 4 a 1 em 13 de fevereiro, após 16 meses sem a primeira ação da equipe. Ele foi libertado no final da temporada 2006-2007, tendo ajudado o Orient a evitar o rebaixamento, que parecia quase certo durante grande parte da campanha.
Posteriormente, ele teve um julgamento em Bournemouth e jogou em um amistoso contra Southampton e, em seguida, veio um julgamento com St Mirren, na Escócia. Em 25 de outubro de 2007, Mulryne ingressou no King's Lynn FC sem contrato. Ele foi libertado pelo clube em 1 de janeiro de 2008. Foi anunciado em 14 de março que Mulryne estava treinando com Cliftonville.

## Ministério ordenado
Em 2009, aos 31 anos, Mulryne iniciou a formação para o sacerdócio católico romano. Entende-se que ele foi convidado a entrar no sacerdócio por Noël Treanor, bispo de Down e Connor. Originalmente, ele pretendia se tornar um sacerdote secular e, assim, entrou no Seminário de Saint Malachy, Belfast, o seminário da Diocese de Down e Connor. Durante esse período, ele estudou filosofia por dois anos na Queen's University Belfast.  Ele então se mudou para o Pontifical Irish College em Roma e estudou teologia na Pontifícia Universidade Gregoriana.

Tendo sentido um chamado para uma vida religiosa durante seus estudos, Mulryne entrou no noviciado da Ordem dos Pregadores (dominicanos) em 2012. Em 11 de setembro de 2016, ele fez sua profissão para se tornar um frade dominicano no St. Saviour's Priory em Dublin. Em 29 de outubro de 2016, ele foi ordenado diácono por Diarmuid Martin, arcebispo de Dublin. Em 8 de julho de 2017, ele foi ordenado sacerdote pelo arcebispo Joseph Augustine Di Noia OP no Priorado de São Salvador. Ele presidiu sua primeira missa em 10 de julho de 2017 na St Oliver Plunkett Church, Belfast.